# Resupinatus alboniger
Resupinatus alboniger är en svampart som först beskrevs av Narcisse Theophile Patouillard, och fick sitt nu gällande namn av Rolf Singer 1978. Resupinatus alboniger ingår i släktet Resupinatus och familjen Tricholomataceae.   Inga underarter finns listade i Catalogue of Life.